# 100 (tal)
100 (hundra (fil) eller etthundra) är det naturliga talet som följer 99 och som följs av 101.
- Hexadecimala talsystemet: 64
- Binärt: 1100100
- SI-prefix: hekto
- har primfaktoriseringen 22 · 52
- Delbarhet: 1, 2, 4, 5, 10, 20, 25, 50 och 100.
- Det tionde kvadrattalet

## Inom matematiken
- 100 är ett jämnt tal.
- 100 är det tionede kvadrattalet
- 100 är ett ymnigt tal
- 100 är ett Leylandtal
- 100 är ett oktodekagontal
- 100 är summan av de nio första primtalen
- 100 är ett Praktiskt tal.
- 100 är ett palindromtal i det Romerska talsystemet.

## Inom vetenskapen
- Fermium, atomnummer 100
- 100 Hekate, en asteroid
- Messier 100, spiralgalax i Berenikes hår, Messiers katalog